# Italiens invasion af Frankrig
Italiens invasion af Frankrig i juni 1940 var en mindre invasion, der blev indledt nær slutningen af slaget om Frankrig under 2. Verdenskrig. Formålet med den italienske offensiv var at vinde kontrollen over bjergene i Alperne og området ved Nice. Offensiven nåede ikke sine planlagte mål, da de italienske styrker kun i begrænset omfang kunne trænge fremad.

## Baggrund
Den 10. juni 1940 erklærede kongeriget Italien krig mod Frankrig og Storbritannien. Den franske regering var allerede på flugt til Bordeaux, og Paris var erklæret for en åben by. Med en fornemmelse af, at kampene snart ville være overstået, sagde den italienske diktator Benito Mussolini til Pietro Badoglio, stabschefen i den italienske hær: "Jeg har blot brug for nogle få tusind døde, så jeg kan sidde med ved fredsforhandlingerne som en, der har kæmpet".. Mussolinis umiddelbare krigsmål var at udvide de italienske kolonier i Nordafrika på bekostning af Storbritannien og Frankrig.
Italien var imidlertid ikke forberedt på krig, og Italiens væbnede styrker havde ikke nogen større gennemslagsstyrke i de sidste dage af Slaget om Frankrig. Mussolini var udmærket klar over Italiens militære begrænsninger på daværende tidspunkt, men han prøvede alligevel at drage fordel af Tysklands succeser.. Om Italiens krigserklæring sagde USA's præsident Franklin Delano Roosevelt: "På denne tiende dag i juni 1940 har den hånd, som holdt sværdet, stukket den i ryggen på sin nabo." 

## Offensiven
En stor del af juni gik tabt, mens de italienske styrker forberedte en invasion. Italien opstillede 32 divisioner i 2 armeer ved den franske grænse; men efter at have brugt ekstra tid til forberedelser var de italienske styrker ikke i topform. Italiensk artilleri var forældet, og der manglede forskellige andre typer udstyr. Italienerne havde end ikke tilstrækkeligt med potter og pander til at kunne bespise tropperne.
Det franske militær var ikke i en tilstand, hvor det kunne modstå italienerne. Den franske hær (Armée de Terre) var allerede blevet slået i nord, og kun en forholdsvis lille styrke var tilbage ved den italienske grænse. Armée de l'Air (luftvåbenet) var i færd med at forlægge til Fransk Nordafrika på det tidspunkt, hvor den italienske krigserklæring og efterfølgende offensiv fandt sted.
Den franske flåde (Marine Nationale) var det eneste værn, som var i stand til at handle mod italienerne. Ved daggry udførte den franske eskadre med base i Toulon en operation i italiensk farvand. Fire tunge krydsere åbnede ild mod olietanke og militære installationer på den liguriske kyst og Genovas havn. Der dukkede ingen italienske fly op, og kystartilleriet havde kun en enkelt træffer. Den franske destroyer Albatros blev ramt i maskinrummet.
Den 16. juni tvang den franske minestryger La Curieuse den italienske ubåd Provana op til overfladen og sænkede den ved at sejle ind i den. Det var den første italienske ubåd, der blev sænket af den franske flåde.

### Anmodning om våbenhvile
I løbet af natten den 16. juni og indtil morgenen den 17. juni foreslog marskal Philippe Pétain den tyske regering en våbenhvile. Om torsdagen den 20. juni bad den franske regering den italienske regering om en våbenhvile.

### Italienerne krydser grænsen
Den 20. juni indledtes det italienske felttog
og den 21. juni krydsede tropper fra den kongelige italienske hær den franske grænse på tre steder. Italienerne angreb i to retninger. En styrke forsøgte at rykke frem gennem Alperne, og en anden styrke forsøgte at rykke frem langs Middelhavskysten mod Nice.
I starten havde den italienske offensiv en begrænset succes. De franske forsvarslinjer ved den italienske grænse var svækket som følge af, at den franske overkommando havde flyttet styrker til fronten mod Tyskland. Nogle franske bjergstyrker var også sendt til Norge. Imidlertid gik den italienske offensiv snart i stå mod den befæstede Alpelinje i Alperegionen og i den sydlige ende af Maginot-linjen i Middelhavsregionen. Angrebet gennem Lille Skt. Bernhard passet i alperne måtte stoppe på grund af en voldsom snestorm. De italienske tropper, der angreb mod den franske Riviera, kom kun ca. 8 km frem, inden de blev stoppet i nærheden af byen Menton . Ved Côte d'Azur blev den italienske invasion bremset af en fransk underofficer og syv mand.
Den 21. juni åbnede det franske slagskib Loraine ild mod den italienske havn i Bardia i Cyrenaica. Franske marinefly angreb også Taranto og Livorno på det italienske hovedland ved nogle af franskmændenes sidste aktioner mod italienerne.

### Tab
Under invasionen var de italienske tab langt større end de franske. Italienerne havde 631 døde, 2.361 sårede, 2.000 tilfælde af forfrysninger og 600 savnede. I sammenligning var de franske tab 40 døde, 84 sårede og 150 savnede.

## Efterspil
Om aftenen den 22. juni 1940, overgav Frankrig sig til Tyskland.
Den 25. juni underskrev Frankrig og Italien en våbenhvile. Italien besatte nogle områder langs den fransk-italienske grænse. Den italienske besættelse sluttede med våbenhvilen mellem Italien og de allierede styrker i september 1943 hvor disse områder blev overtget af tyske styrker.